# 朱載塎
都昌王朱载塎（1520年代—1570年代），明朝都昌王朱厚熙的嫡长子。

## 生平
嘉靖八年（1529年），朱厚熙去世。嘉靖二十三年（1544年）十二月，明世宗遣彰武伯楊儒等為正使，戶科左給事中扈永通等為副使，持節冊封朱载塎為都昌王。
嘉靖三十一年（1552年）十月，荊王府輔國將軍朱厚𤏸因为與朱載塎有隙，趁夜率家人吳俸等入朱載塎府，抓住朱載塎，抢劫了千餘金而出，朱載塎發狂，縱火自焚其宮，将一个儿子投井溺死。撫按上报，詔下法司擬罪，吳俸等處斬，其餘惡党謫戍，朱厚𤏸奪祿一年。
嘉靖三十二年（1553年），荆端王朱厚烇奏稱朱載塎悖戾佯狂，请求議處。十月，礼部尚書歐陽德查出朱載塎不顾父丧，唯利是圖，事母不孝，逼索囊橐打死守门使，抉人眼目，有違祖訓，又杀人败伦，旁人不敢声言其罪。湖廣撫按衙門、都布按三司会同荊府承奉長史等官奉命前去宣諭朱載塎不要再悖違祖訓、佯狂自恣，及令其庶长子镇国将军朱翊鏵也不要藉父疯狂相助為非，就於本府内擇嚴密宫院一所安置朱載塎，令妃妾宫人伴守于外，鎖住宫門令不得放縱，去除傷人器械使不得逞兇，其府第大門由荆王府差内外官校关閉护守，不要縱容奏内所稱的買刀人等私自出入，一應护守事宜及传通内外言語及朱載塎服膳都要處置得宜，務令安便，無致窘迫，要足以制止朱載塎狂悖之行，也不失朝廷親睦之恩；命都昌王府教授官加意輔導，朱翊鏵飭躬勵行弥补父过等。
隆庆四年（1570年）八月，朱翊鏵受封都昌长子。后朱载塎去世，享年五十二岁，朱翊鏵也已经去世，朱翊铧子朱常澐袭封都昌王。朱载塎是否有谥号，待考。